# 露西·萨拉尼
卢恰诺·“露西”·萨拉尼（義大利語：Luciano 'Lucy' Salani，1924年8月12日—2023年3月22日），意大利人，社会活动家，是目前已知唯一从纳粹集中营幸存下来的意大利跨性别者。萨拉尼生于福萨诺，长于博洛尼亚。在接受手术之前，她一度被视为男同。因持着反法西斯立场，二战期间，她脱离了法西斯意大利和纳粹德国的军队，然后在1944年因而被捕且被关入达豪集中营，直到1945年4月被美军解放。
战争结束重获自由后，萨拉尼辗转居住于罗马、都灵和巴黎，最后到伦敦完成了手术。1980年代，她回到博洛尼亚度过余生。2009年后，她的事迹引发公众关注，作家兼导演加布里埃尔拉·罗马诺为她创作了一部传记和一部纪录片。

## 人生简历

### 早年
1924年，萨拉尼生于意大利皮埃蒙特大区的福萨诺。后来与家人一起搬至博洛尼亚；萨拉尼出身于艾米利亚血统的家庭，在反法西斯的家庭氛围中长大。尽管如此，当她表现出对男性的性倾向后，她的父亲和兄弟却也不能接受。而且她也得将与男人的恋爱关系藏起来以免受到法西斯政权的迫害。

### 二战被捕至达豪
1943年8月，萨拉尼应召进入意大利军队服全民义务役。 她曾试图逃跑，但失败仍被派往东北部边境的科尔蒙斯。 然而在9月的卡西比尔休战后不久，她再度找到了机会。这回她跑回博洛尼亚，以期与父母重聚——彼时他们已逃往博洛尼亚省旁的米兰多拉。但因担心连累家里，她决定自首，并被重新编入驻在博省卡肖堡苏维亚纳的纳粹德国军队里，负责防空作战。然后她又一次出逃，在用冰水让自己染上肺炎后，她从医院出逃，再度回到博市。
之后的几个月里，她在博市从事性工作为生，并拿下几个德军军官主顾。这并未能让她获得保护伞，在和一名军官开房时，警察突然闯入房间以逃兵役的罪名逮捕她，然后将她关进位于帕多瓦的农房地窖里。可是因为锁坏掉了，萨拉尼又成功地逃出来了一次，旋即又在米兰多拉被抓获。这回她先后被关在博市和摩德纳，然后在维罗纳被判处死刑。但是她又得到了凯赛林元帅的赦免，改为送往柏林附近贝尔瑙的劳改营。不出所料的她又逃离了劳改营，尽管和她一同试图逃跑的那个囚犯被当场击毙。 这回萨拉尼坐火车逃到了奥意边境，然后又一次被抓捕。
这次萨拉尼被送往达豪集中营，以逃兵的身份戴上了红三角，她挺过了六个月的虐待，也活过了最后一天的乱枪扫射，那时她膝盖中枪倒在尸堆里，终于被占领集中营的美军士兵发现救活，彼时她20岁。据统计，萨拉尼是唯一活过纳粹集中营的意大利跨性别者。

### 战后生活
重获自由后，萨拉尼在罗马和都灵当家居装饰工人，也经常出差表演卡巴莱，因而经常到访巴黎，参与当地跨性别社群活动。
80年代中期，萨拉尼搬到伦敦，并完成了手术。但她却并没有更改法定姓名，她表示这是父母之命，对她很珍贵，还说为什么女人就不能叫“卢恰诺”。

### 晚年受大众关注
术后，为照顾父母，萨拉尼回到了博洛尼亚，并在这里度过了余生。
2009年，加布里埃尔拉·罗马诺为她创作了一部传记《我叫露西。20世纪意大利变性人的记忆。》（義大利語：Il mio nome è Lucy. L'Italia del XX secolo nei ricordi di una transessuale.），她的经历第一次开始引发社会关注。2011年，罗马诺还拍摄了一部纪录片《是露西》（義大利語：Essere Lucy）。
2014年，吉安尼·阿梅廖在自己的纪录片独特是福（義大利語：Felice chi è diverso）中采访了萨拉尼。2018年1月，Arcigay和Arcilesbica在为国际大屠杀纪念日举办的LGBT权利运动示威中邀请了萨拉尼参加。在活动中，萨拉尼说：“不可能能学会忘记和原谅，有些夜里，我仍然会梦到我曾经见过的那些可怕场景，就好像我还陷在其中一样，因此，我希望大家都能知道在集中营里发生过什么，以至于不至于再发生这些事情。”当时晚邮报和一些国际媒体报道称萨拉尼处在贫困之中，被许多当地医院拒绝收治，后来意大利跨权组织的志愿者前来帮助她渡过难关。
2021年，关于萨拉尼的经历的纪录片《但有一息尚存在》（義大利語：C'è un soffio di vita soltanto）面世。片名源于萨拉尼写的一首诗的最后一句。本片记录了她在博洛尼亚的日常生活，以及她在达豪集中营解放75周年纪念日重访达豪的行程。
2022年夏天，博洛尼亚市议会颁给萨拉尼图尔丽塔铜章。
萨拉尼死于2023年3月，享年98岁。

## 传记作品

### 出版作品
- Romano, Gabriella. . Donzelli Editore. 2009. ISBN 9788860363626.

- Romano, Gabriella. . Manifestolibri. 2012. ISBN 9788872855645.

### 影视作品
- 2011年：
- 2014年：（IMDb （页面存档备份，存于） / 豆瓣电影 （页面存档备份，存于））
- 2021年：（IMDb （页面存档备份，存于） / 豆瓣电影 （页面存档备份，存于））